# شوبين

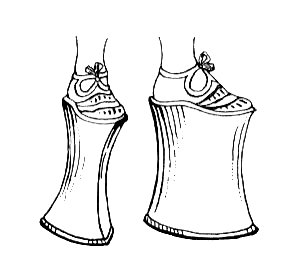
رسمة للشوبين.

الشُّوبِين هو نوع من الأحذية النسائية التي كانت شائعة بين القرنين الخامس عشر والسابع عشر. استُخدم قبقاباً أو جرموقاً لحماية الأحذية واللباس من الطين وتربة الشوارع.